# パレットアイランド
『パレットアイランド』はテレビ番組『きんだーてれび』内のアニメーション作品である。

## 概要
物を擬人化したキャラクターを題材にしたアニメーション作品。

## ストーリー
タイトルの通りパレットアイランドを舞台とし、二人の主人公を中心に物語が展開する。

## 登場キャラクター
えんのすけ
声 - 月野もあ
本作の主人公である少年。7歳。モチーフは鉛筆。
ゴン
声 - 豊永利行
本作のもう一人の主人公である少年。7歳。モチーフは消しゴム。
ポチ
声 - 野田順子
ゴンの家族。ゴンのお兄ちゃん的存在である。モチーフは鉛筆削り。
もも
えんのすけの妹である幼女。5歳。モチーフは鉛筆。
のりお
えんのすけとゴンの友達である少年。モチーフは糊。
コピ
ドクターマウスの子供。モチーフはパソコンのマウス。
コピロボ
コピのロボット。

## 用語
パレットアイランド
本作の舞台。パレット島とその周りにあるいろいろな島の総称。
パレット島
パレットアイランドの一部でせせらぎ村がある島。
せせらぎ村
パレット島の中にあるえんのすけとゴンが住んでいる場所。

## スタッフ
- 原作 - Kino[2]
- 物語 - 東環妃&Kino[2]
- 監督・コンテ・演出 - 富永恒雄[2]
- キャラクターデザイン - しのはらけんじ[2]
- 音楽制作 - ラップ・クリエイティブ[2]
- 音響制作 - AZ[2]
- 音響監督 - 関根奈美[2]
- 音響効果 - 今野康之[2]
- アニメーション制作 - Peace&Kindness[2]